# آنا پوئیلا
آنا پوئیلا (انگلیسی: ʻAna Poʻuhila؛ زادهٔ ۱۸ اکتبر ۱۹۷۹) ورزشکار دو و میدانی زن رشته‌های پرتاب اهل تونگا است که در بازی‌های پاسیفیک جنوبی، بازی‌های پاسیفیک جنوبی کوچک و مسابقات قهرمانی دو و میدانی اقیانوسیه در مجموع برندهٔ ۱۳ مدال طلا، ۵ مدال نقره، ۶ مدال برنز شده‌است.